# Anomoia emeia
Anomoia emeia är en tvåvingeart som beskrevs av Wang 1996. Anomoia emeia ingår i släktet Anomoia och familjen borrflugor. Inga underarter finns listade i Catalogue of Life.